# Turdus torquatus
- Commons
- Commons
- Wikispecies

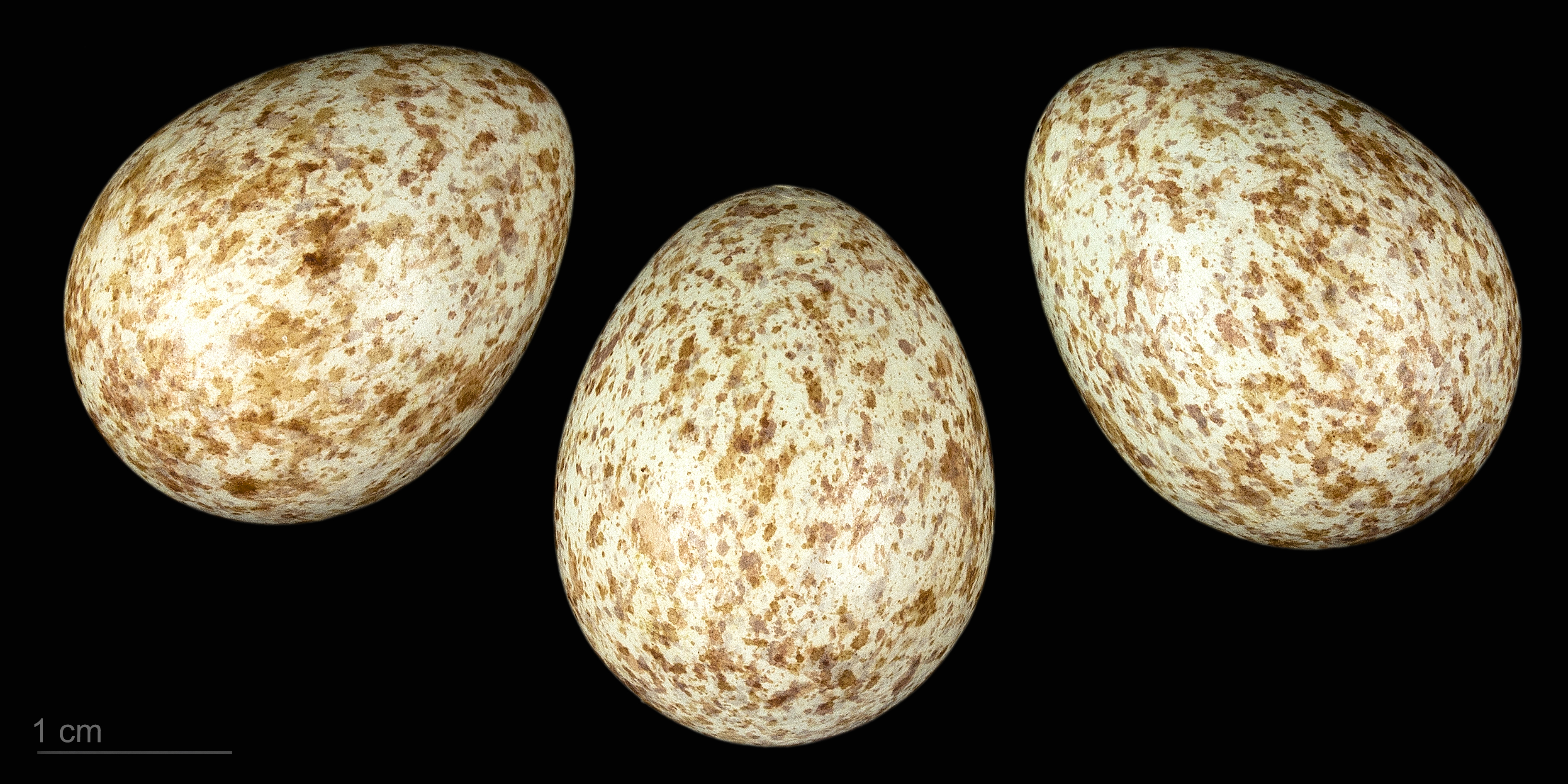
Turdus torquatus torquatus - MHNT

O melro-de-peito-branco (Turdus torquatus) é uma ave pertencente à família Turdidae. O macho é parecido com o melro-preto, distinguindo-se pelo enorme crescente branco no peito e pelas asas ligeiramente esbranquiçadas. A fêmea é semelhante mas é menos contrastada.
Esta espécie nidifica nas montanhas do centro e do norte da Europa e inverna principalmente no norte de África (Magrebe). Em Portugal ocorre como migrador de passagem.

## Subespécies
- Turdus torquatus torquatus
- Turdus torquatus alpestris
- Turdus torquatus amicorum